# Ludwig Meidner
Ludwig Meidner (Bernstadt, Silésie, 18 avril 1884 - Darmstadt, 14 mai 1966) est un peintre et graveur expressionniste juif allemand.

## Biographie
Il fit ses études à Breslau avant de s'installer en 1905 à Berlin. De 1906 à 1907, il reprend des études à Paris où il fréquente l'Académie Julian et se lie d'amitié avec Amedeo Modigliani.
De retour à Berlin, il peint et grave, jusqu'en 1916, la plupart de ses œuvres majeures : des visions apocalyptiques de l'homme et de la ville, d'une violence hallucinatoire particulière, à travers lesquelles on sent l'héritage plastique de Van Gogh et de Edvard Munch, sans la volonté satirique de George Grosz. À son retour de deux ans de service militaire, en 1918, Meidner a perdu de sa force et de sa flamme. Il se consacre principalement à l'enseignement, avant d'être déclaré « artiste dégénéré » en 1937 et de vivre dans l'exil londonien de 1939 à 1953, avec sa femme Else Meidner, également peintre.
Il échanges des lettres avec le rabbin et hazzan Pinchas Kalhenberg, en particulier au sujet des relations entre le judaïsme (orthodoxe) et la peinture, et sur son retour en Allemagne.

## Œuvres
- 1913 Ville apocalyptique (sur toile 81 x 115 cm), Münster, Westfälisches Landesmuseum[2]
- 1913 La Ville en feu, Musée d'art de Saint-Louis[3]
- 1913 Révolution (combat sur les barricades), Berlin, Neue Nationalgalerie[4]
- 1916-1918 Dans mon dos, l'océan des étoiles  (trad. de l'allemand), Paris, Allia, 2011, 80 p. (ISBN 978-2-84485-393-6)